# Библиография на Урсула Ле Гуин
Това е списък с произведенията на английски и на български език на американската поетеса и писателка на фентъзи и научна фантастика Урсула Ле Гуин.

## Серии

### Землемория (Earthsea / The Earthsea Cycle)
Землемория е измислен свят, първоначално създаден от Урсула Ле Гуин в нейния разказ „Думата за освобождаване“ през 1964 г. В цикъла влизат следните 5 романа, първите 3 от които са част от оригиналната трилогия „Землемория“:
1. A Wizard of Earthsea (1968)
Магьосникът от Землемория, изд. „Георги Бакалов“ (1984), прев. Катя Петрова
2. The Tombs of Atuan (1970), в сп. Worlds of Fantasy (бр. 3, декември)
Гробниците на Атуан, изд. „Орфия“ (1992), прев. Мария Кръстева, ISBN 954-444-019-4
3. The Farthest Shore (1972)
Най-далечният бряг, изд. „Аргус“ (1993), прев. Мария Кръстева, ISBN 954-570-002-5
4. Tehanu: The Last Book of Earthsea (1990) – награда „Небюла“ (1991), награда „Локус“ (1991)
Техану, изд. „Аргус“ (1993), прев. Мария Кръстева, ISBN 954-570-006-8
5. The Other Wind (2001) – награда „Уърлд Фентъзи" (2002)
Другият вятър, в компилацията „Приказки от Землемория. Другият вятър“, изд. „Бард“ (2003), прев. Валерий Русинов, ISBN 9545854448

В цикъла е включен и сборникът с повести и разкази
- Tales from Earthsea (2001) – награда „Локус“ (2002)
Приказки от Землемория, в компилацията „Приказки от Землемория. Другият вятър“, изд. „Бард“ (2003), съдържащ:
  - The Finder – повест, награда „Локус“ (2002)
  - Darkrose and Diamond (1999) – новела, първоначално публикувана в сп. The Magazine of Fantasy and Science Fiction (октомври)
  - The Bones of the Earth – разказ, награда „Локус“ (2002)
  - On the High Marsh – новела
  - Dragonfly (1998) – повест, послеслов към романа „Техану“, първоначално публикувана в сборника Legends: Short Novels by the Masters of Modern Fantasy (съст. Робърт Силвърбърг)

В света на „Землемория“ се включват и:
- The Word of Unbinding (1964) – разказ, в сп. Fantastic Stories of Imagination (януари)
„Думата, която се произнася само веднъж“, в сп. „Наука и техника за младежта“, брой 9/ 1987 г.
„Думата за освобождаване“, в антология „Мечът на Осмоглавия“ (съст. Кр. Крачунов и В. Рунев), изд. „Неохрон“ и „Орфия“ (1997), прев. Кънчо Кожухаров
„Думата за освобождение“, в сборника „Магьоснически свят“ (съст. Маргарет Вайс), изд. „Дамян Яков“ (1998), прев. Камен Костов, ISBN 954-527-078-0
„Думата за освобождение“, в сборника „Епично“ (съст. Джон Джоузеф Адамс), изд. „Арт лайн“ (2014), прев. Александър Христов, ISBN 978-954-2908-98-2
- The Rule of Names (1964) – разказ, в сп. Fantastic Stories of Imagination (април)
„Правилата за имената“, в антология „Реално и нереално“, изд. „Бард“ (2013), прев. Владимир Германов, ISBN 978-954-655-444-4
„Правилото за имената“, в сп. „Космос“, бр. 2/ 1991 г.
„Правилото за имената“, във в. „Нова Орбита“, бр. 24 – 25/1992 г.
„Правилото за имената“, в антология „Мечът на Осмоглавия“ (съст. Кр. Крачунов и В. Рунев), ИГ „Неохрон“ и ИК „Орфия“ (1997), прев. Кънчо Кожухаров
- A Description of Earthsea (2001) – разказ, в сборника Tales from Earthsea
- The Daughter of Odren (2014) – новела (ел. книга)
- Firelight (2018) – разказ, в сп. The Paris Review (бр. 225, лято)

Тук се причисляват и следните нехудожествени произведения:
- Dreams Must Explain Themselves (1973) – есе, в сп. Algol (бр. 21, ноември)
- About the Author (1982), в A Wizard of Earthsea
- About Tehanu (1991) – есе, в сп. The Bulletin of the Science Fiction Writers of America (т. 25, год. 1, бр. 111, пролет)
- Earthsea Revisioned (1993) – есе (на основата на лекция от 7 август 1992 г. със заглавие „Children, Women, Men and Dragons“ на World's Apart Conference on Children's Literature в колеж Кибъл в Оксфорд)
- Afterword (2012) – послеслов към A Wizard of Earthsea
- Afterword (2012) – послеслов към Tales from Earhsea
- Foreward (2012) – пролог към Tales from Earhsea
- Afterword (2012) – послеслов към Tehanu
- Afterword (2012)– послеслов към The Farthest Shore
- Afterword (2012) – послеслов към The Other Wind
- Afterword (2012) – послеслов към The Tombs of Atuan

Произведенията от цикъла „Землемория“ са издадени в следните компилации:
- The Earthsea Trilogy (1972) – част 1, 2 и 3
- Earthsea (1977), изд. на немски като Aardzee (1976) – част 1, 2 и 3
- The Earthsea Quartet (1993), изд. на немски като Aardzee: Koning van Aardzee / Tehanu (1991) – части 1 – 4
Землемория, изд. „Бард“ (2002), прев. Мария Кръстева, Катя Петрова, ISBN 954-585-400-6
- Tales from Earthsea & The Other Wind (2001)
- The Books of Earthsea: The Complete Illustrated Edition (2018) – пълно илюстровано издание (илюстратор Чарлз Вес), награда „Хюго“ (2019) за художествена книга, награда „Локус“ (2019)

### Хейнски цикъл/Екумен(Hainish Cycle или Ekumen Cycle)
Състои се от поредица от научнофантастични романи, новели и разкази, в която всеки елемент е самостоятелно произведение, въпреки че всички те се развиват в един и същи свят.
1. Rocannon's World (1966) – роман
Светът на Роканон, изд. „Аргус“ (1998), прев. Силвана Миланова, ISBN 954-570-039-4
Светът на Роканон, в компилацията „Лявата ръка на мрака“, том 1, изд. „Бард“ (2006), прев. Силвана Миланова, ISBN 954-585-747-1
2. Planet of Exile (1966) – роман
Планета за изгнаници, изд. „Галактика“ (1992), прев. Катя Манчева
Планета за изгнаници, в компилацията „Лявата ръка на мрака“, том 1, изд. „Бард“ (2006), прев. Катя Манчева, ISBN 954-585-747-1
3. City of Illusions (1967) – роман
Градът на илюзиите, изд. „Камея“ (1996), прев. Юлиян Стойнов, ISBN 954-8340-19-X
Градът на илюзиите, в компилацията „Лявата ръка на мрака“, том 1, изд. „Бард“ (2006), прев. Юлиян Стойнов, ISBN 954-585-747-1
4. The Left Hand of Darkness (1969) – роман, награда „Небюла“ (1970), награда „Хюго“ (1970), награда „Джеймс Типтри-младши“ (1996)
Лявата ръка на мрака, изд. „Георги Бакалов“ (1980), прев. Борис Миндов (името на авт. е изписано като Уршула Льогуин)
Лявата ръка на мрака, в компилацията „Лявата ръка на мрака“, том 2, изд. „Бард“ (2007), прев. Борис Миндов, ISBN 9789545857645
5. The Word for World Is Forest (1972) – роман, награда „Хюго“ (1973)
Светът се нарича дъбрава, изд. „Весела Люцканова“ (1992), прев. Харалампи Аничкин
Светът се нарича дъбрава, в компилацията „Лявата ръка на мрака“, том 2, изд. „Бард“ (2007), прев. Харалампи Аничкин, ISBN 9789545857645
6. The Dispossessed: An Ambiguous Utopia (1974) – роман, награда „Небюла“ (1975), награда „Хюго“ (1975), награда „Локус“ (1975)
Освободеният, изд. „Галатея" (1995), прев. Николай Зарков (името на авт. е изписано като Урсула Легуин)
Освободеният, в компилацията „Лявата ръка на мрака“, том 2, изд. „“ (2007), прев. Николай Зарков, ISBN 9789545857645
7. Four Ways to Forgiveness (1995) – сборник, награда „Локус“ (1996)
Четири пътя към прошката, изд. „Аргус“ (1997), прев. Мария Кръстева, ISBN 954-570-030-0
8. The Telling (2000) – роман, награда „Локус“ (2001)

- The Dowry of Angyar – разказ, в сп. Amazing Stories (септ. 1964 г.), изд. и като Semley's Necklace (1975) в сборника The Wind's Twelve Quarters
„Огърлицата на Семпли“, в сп. „Наука и техника“, бр. 50 – 52/ 1984 г.
„Огърлицата на Семпли“, в сборника „Реално и нереално“, изд. „Бард“ (2013), прев. Владимир Германов, ISBN 978-954-655-444-4
- Winter's King (1969) – новела, в антология „Orbit 5“ (съст. Деймън Найт)
- Vaster Than Empires and More Slow (1971) – новела, в антология New Dimensions 1: Fourteen Original Science Fiction Stories (съст. Робърт Силвърбърг)
„Бавно като империите и дори по-бавно от тях“, в антология „С огън и чук“, ИГ „Неохрон“ и ИК „Орфия“ (1994)
- The Day Before the Revolution (1974) – разказ, в сп. Galaxy Science Fiction (август), награда „Небюла“ (1975), награда „Локус“ (1975)
- The Shobies' Story (1990) – разказ/новела, в антология „Universe 1“ (съст. Робърт Силвърбърг и Керън Хебър)
„Историята на шобите“, в сборника „Реално и нереално“, изд. „Бард“ (2013), прев. Владимир Германов, ISBN 978-954-655-444-4
- Dancing to Ganam (1993) – новела, в сп. Amazing Stories (септември)
- The Matter of Seggri (1994) – новела, в сп. Crank! (бр. 3, пролет), награда „Джеймс Типтри-младши“ (1995)
„Въпросът за Сегри“, в сборника „Реално и нереално“, изд. „Бард“ (2013), прев. Владимир Германов, ISBN 978-954-655-444-4
- Unchosen Love (1994) – новела, в сп. Amazing Stories (есен)
- Another Story (1994) – новела, в сборника „A Fisherman of the Inland Sea“
- Solitude (1994) – новела, в сп. The Magazine of Fantasy & Science Fiction (декември), награда „Небюла“ (1996)
„Самота“, в сборника „Реално и нереално“, изд. „Бард“ (2013), прев. Владимир Германов, ISBN 978-954-655-444-4
- Coming of Age in Karhide (1995) – новела, в антология „New Legends“ (съст. Грег Беър и Мартин Х. Грийнберг)
- Mountain Ways (1996) – новела, в сп. Asimov's Science Fiction (август), награда „Джеймс Типтри-младши“ (1997), награда „Локус“ (1997)

#### Яйоуе и Уерел (Yeowe and Werel)
Тук влизат новели, принадлежащи към „Хейнския цикъл“ и публикувани първоначално в различни списания и антологии, а впоследствие – в сборника „Четири пътя към прошката“.
1. Betrayals (1994) – новела, в антология „Blue Motel“ (съст. Питър Краудър)
„Предателства“, в „Четири пътя към прошката“, изд. „Аргус“ (1997), прев. Мария Кръстева
„Предателства“, в сборника „Реално и нереално“, изд. „Бард“ (2013), прев. Владимир Германов, ISBN 978-954-655-444-4
2. Forgiveness Day (1994) – новела, в сп. Asimov's Science Fiction (ноември), награда „Теодор Стърджън“ (1995), награда „Локус“ (1995)
„Денят на прошката“, в „Четири пътя към прошката“, изд. „Аргус“ (1997), прев. Мария Кръстева
3. A Man of the People (1995) – новела, пак там (април)
„Син на народа“, в „Четири пътя към прошката“, изд. „Аргус“ (1997), прев. Мария Кръстева
4. A Woman's Liberation (1995) – новела, пак там (юли)
„Пътят на една жена към свободата“, в „Четири пътя към прошката“, изд. „Аргус“ (1997), прев. Мария Кръстева
5. Old Music and the Slave Women (1999) – новела, в антология „Far Horizons: All New Tales from the Greatest Worlds of Science Fiction“ (съст. Робърт Силвърбърг)

- O Yeowe (1995) – стихотворение, в сборника „Four Ways of Forgiveness“
- An Eye for an Eye, изд. само на немски като Auge um Auge (1983), в антология „Goldmann Fantasy Foliant I“ (съст. Петер Вилферт)

Към света на Хейн се причисляват и следните нехудожествени произведения:
- Introduction (The Left Hand of Darkness) (1976) – въведение към „Лявата страна на мрака“
- Introduction to Rocannon's World (1977) – въведение към „Светът на Роканон“
- Introduction to Planet of Exile (1978) – въведение към „Планета за изгнаници“
- Introduction to City of Illusions (1978) – въведение към „Градът на илюзиите“
- Introduction to The Word for World Is Forest (1977) – въведение към „Светът се нарича дъбрава"
- Afterword (1994) – послепис към романа „Лявата страна на мрака"
- Introductory Note for the 40th Anniversary Edition (2009), въведение към 40-о юбилейно издание на „Лявата страна на мрака“
- Introduction (2017) – въведение към сборника „Hainish Novels & Stories, Volume One“
- Introduction (2017) – въведение към сборника „Hainish Novels & Stories, Volume Two“
- Introduction: On Not Reading Science Fiction (1994) – въведение към сборника „A Fisherman of the Inland Sea“
- Foreword (2002) – пролог към сборника „The Birthday of the World and Other Stories“
- The Gethenian Calendar and Clock (1974), в романа „The Left Hand of Darkness“
- Ketterer on The Left Hand of Darkness (1975) – част от дискусия, в сп. Science Fiction Studies (бр. 6, т. 2, част 2)
- Is Gender Necessary? (1976) – есе, в антология „Aurora: Beyond Equality“ (съст. Сюзан Джанис Андерсън и Вонда Н. Макинтайър)
- Is Gender Necessary? Redux (1987) – есе, в сборника „Dancing at the Edge of the World: Thoughts on Words, Women, Places“ (1989)
- On The Left Hand of Darkness and The Dispossessed (1989) – есе, в антология „The Best of the Nebulas“ (съст. Бен Бова)
- About The Shobies’ Story (1991) – есе, в сп. The Bulletin of the Science Fiction Writers of America (т. 25, год. 1, бр. 111, пролет)
- Notes on Werel and Yeowe (1995) – есе, в сборника „Four Ways of Forgiveness“
„Бележки за Уерел и Яйоуе“, в „Четири пътя към прошката“, изд. „Аргус“ (1997), прев. Мария Кръстева
- On A Woman’s Liberation (1997) – есе, в сп. The Bulletin of the Science Fiction and Fantasy Writers of America (т. 31, год,1, бр. 134, лято)
- A Response, by Ansible, from Tau Ceti (2005) – есе, в сборника „The New Utopian Politics of Ursula K. Le Guin's The Dispossessed“ (съст. Лорънс Дейвис и Питър Стилман)

Произведенията от „Хейнски цикъл“ са издадени в следните компилации:
- Three Hainish Novels (1978) – компилация от части 1 – 3
Лявата ръка на мрака, том 1, изд. „Бард“ (2006), прев. Юлиан Стойнов, Силвана Миланова, Катя Манчева, ISBN 954-585-747-1
- Five Complete Novels (1985) – компилация от части 1 – 5
- Worlds of Exile and Illusion (1996) – компилация от части 1 – 3
- Five Ways to Forgiveness (2017) – компилация от части 1 – 5 на „Яйоуе и Уерел“, в „The Hainish Novels & Stories“
- Hainish Novels & Stories, Volume One (2017) и Volume Two (2017) – награда „Локус“ (2018)
- The Hainish Novels & Stories (2017) – обща компилация

### Летописи на Западния бряг / Хроники на Западния бряг (Annals of the Western Shore или Chronicles of the Western Shore)
„Летописи на Западния бряг“, понякога наричани и „Хроники на Западния бряг“, са литературна поредица за млади хора. Тя се състои от 3 романа, всеки от които има различни главни действащи лица и среда, но са свързани помежду си чрез някои повтарящи се герои и обстоятелства.
1. Gifts (2004)
„Дарби (откъс)“, в ел. сп. Starlighter, бр. 14/ 2007 г.
Дарби, в компилацията „Хроники на Западния бряг: Дарби. Гласове“, изд. „Бард“ (2007), прев. Юлиян Стойнов, ISBN 978-954-585-848-2
2. Voices (2006)
Гласове, в компилацията „Хроники на Западния бряг: Дарби. Гласове“, изд. „Бард“ (2007), прев. Юлиян Стойнов, ISBN 978-954-585-848-2
3. Powers (2007) – награда „Небюла“ (2009)
Сили, изд. „Бард“ (2008), прев. Юлиян Стойнов, ISBN 978-954-585-867-3

### Орсиния (Orsinia)
Тук влизат произведения, свързани с измислената централноевропейска страна Орсиния, която се характеризира с дългогодишна и ярка история на потисничество, изкуство и революция.
1. Orsinian Tales (1975) – сборник с разкази и кратки новели, съдържащ:
  - The Fountains – разказ
  - The Barrow (1976) – разказ, в сп. The Magazine of Fantasy & Science Fiction (октомври)
  - Ile Forest – разказ
  - Conversations At Night – новела
  - The Road East – разказ
  - Brothers and Sisters (1976) – разказ/новела, в сп. The Little Magazine (т. 10, бр. 1 & 2)
„Братя и сестри“, в „Реално и нереално“, изд. Бард“ (2013), прев. Владимир Германов
  - A Week in the Country (1976) – разказ/новела, пак там (т. 9, бр. 4)
„Седмица в провинцията“, в „Реално и нереално“, изд. Бард“ (2013), прев. Владимир Германов
  - An die Musik (1961) – първият публикуван разказ на Ле Гуин, в сп. The Western Humanities Review (Vol. 15, бр. 3)
  - The House – разказ
  - The Lady of Moge – разказ
  - Imaginary Countries (1973) – разказ, в сп. The Harvard Advocate (зима)
„Въображаеми страни“, в „Реално и нереално“, изд. Бард“ (2013), прев. Владимир Германов
2. Malafrena (1979) – роман

- The Diary of the Rose (1976) – новела, в антология „Femmes au futur“ (съст. Мариан Льоконт)
„Дневникът на розата“, в „Реално и нереално“, изд. Бард“ (2013), прев. Владимир Германов
- Two Delays on the Northern Line (1979) – разказ, в сп. The New Yorker (12 ноември)
- Unlocking the Air (1990) – разказ, в сп. Playboy (декември)
„Отключване на въздуха“, в „Реално и нереално“, изд. „Бард“ (2013), прев. Владимир Германов
- Folk Song from the Montayna Province (1959) – стихотворение, в компилация „The Complete Orsinia“ (2016)
- Red Berries (Montayna Province) (2016) – стихотворение, пак там
- The Walls of Rákava (Polana Province) (2016) – стихотворение, пак там
- Introduction (2016) – въведение към компилация „The Complete Orsinia“
- The Complete Orsinia (2016) – компилация от част 1 и 2, 2 допълнителни разказа и 3 песни[3]
- Orsinia (2017) – компилация от част 1, 2 и 2 допълнителни разказа

### Котки с криле (Catwings)
Детска проза с илюстрации на Стивън Д. Шиндлер
1. Catwings (1988)
2. Catwings Return (1989)
3. Wonderful Alexander and the Catwings (1994)
4. Jane On Her Own (1992)
5. Cat Dreams (2009) – стихотворения

- Tales of the Catwings (1999) – компилация от част 1 и 2
- More Tales of the Catwings (2000) – компилация от част 3 и 4
- The Catwings Collection (2003) – компилация от части 1 – 4
- Catwings Box Set (2003) – компилация от части 1 – 4

### Приключения в Крой (Adventures in Kroy)
Детска проза с илюстрации
1. The Adventure of Cobbler's Rune (1982)
2. Solomon Leviathan's Nine-Hundred and Thirty-First Trip Around the World (1983)

- The Adventure of Cobbler's Rune (1982) – лимитирано издание

### Нереалното и реалното (The Unreal and the Real)
Сборници с разкази
1. Where on Earth (2012)
2. Outer Space, Inner Lands (2012)

* The Unreal and the Real (2016) – компилация от част 1 и 2
Реално и нереално, изд. „Бард“ (2013), прев. Владимир Германов, ISBN 978-954-655-444-4

### Винаги завръщащи се у дома (Always Coming Home)
Етнография на футуристичното общество Кеш, живеещо в пост-апокалиптичната долина Напа, Калифорния.
- May's Lion (1983) – разказ, в сп. The Little Magazine (бр. 1 – 2)
Лъвът на Мей, в сборника „Реално и нереално“, изд. „Бард“ (2013), прев. Владимир Германов, ISBN 978-954-655-444-4
- The Trouble with the Cotton People (1984) – разказ, в сп. The Missouri Review (зима)
- The Visionary: The Life Story of Flicker of the Serpentine (1984) – новела, в антология „The Visionary: The Life Story of Flicker of the Serpentine/Wonders Hidden: Audubon's Early Years“ (съст. Урсула К. Ле Гуин и Скот Р. Сандърс)
- Always Coming Home (1985) – роман
- Where It Is (1989) – разказ, в „Napa: The Roots and Springs of the Valley“
- One of Eight Life Stories: The Dog at the Door (1991) – кратко худ. произведение, в романа „Tehanu: The Last Book of Earthsea“
- Some Kesh Meditations (2017), в „Always Coming Home: Author's Expanded Edition“ (2019)
- Blood Lodge Songs (2017), пак там
- Kesh Syntax (2017), пак там
- Navna: The River-running by Intrumo of Sinshan (2019) – разказ, пак там
- Dangerous People (2019) – повест (ел. книга)
- Dangerous People (complete novel) (2019) – роман, допълнено изд., в „Always Coming Home: Author's Expanded Edition“
- Always Coming Home: Author's Expanded Edition (2019)[4] – сборник с допълнителни материали

Нехудожествени произведения, свързани с „Винаги завръщащи се у дома“
- World-Making (1981) – есе, в сборника „Women Writers of the West Coast“ (1983)
- A Non-Euclidean View of California as a Cold Place to Be (1983) – есе, в сп. The Yale Review (зима)
- The Carrier Bag Theory of Fiction (1986) – есе, в антология „Women of Vision“ (1988)
- Text, Silence, Performance (1989) – есе, в сборника „Dancing at the Edge of the World: Thoughts on Words, Women, Places“
- Legends for a New Land (1989) – есе, в антология „The Roots of Fantasy: Myth, Folklore & Archetype“ (съст. Шели Датън Бери)
- Indian Uncles (2004) – есе, в сборника „The Wave in the Mind: Talks and Essays on the Writer, the Reader, and the Imagination“
- The Making of Always Coming Home (2019) – есе, в антология „Always Coming Home: Author's Expanded Edition“

Друго
- Napa: The Roots and Springs of the Valley (1989) – с Майкъл Манди, фотоалбум с откъси от романа „Always Coming Home“ (лимитирано изд.)
- Way of the Water's Going: Images of the Northern California Coastal Range (1989) – с Ърнест Во и Алан Никълсън, фотоалбум с откъси от романа „Always Coming Home“

## Самостоятелни художествени произведения

### Романи и повести
- The Lathe of Heaven (1971) – роман, в сп. Amazing Science Fiction (март), награда „Локус“ (1972)
Грънчарското колело на рая, изд. „Аргус“ (1996), прев. Цветан Петков, ISBN 954-570-023-8
- The Eye of the Heron (1978) – роман, в антология „Millennial Women“ (съст. Вирджиния Кид)
- The Beginning Place (1980), изд. и като Treshold – роман
- Paradises Lost (2002) – повест, в сборника „The Birthday of the World and Other Stories“
- Lavinia (2008) – роман, награда „Локус“ (2009)
- Very Far Away From Anywhere Else (1976) – повест, изд. и като A Very Long Way From Anywhere Else
- Hernes (1991) – повест, в „Searoad: Chronicles of Klatsand“
- King Dog: A Screenplay (1985) – телевизионе сценарий

### Други новели и разкази
- April in Paris (1962), в сп. Fantastic Stories of Imagination (септември)
„Един пролетен ден“, в сп. „Космос“, бр. 6/ 1980 г., прев. Цвета Чичовска (името на авт. е изписано като Уршула Легуин); 
„Април в Париж“, в сп. „Наука и техника“, бр. 5 – 6/1982 г.
- The Masters (1963), в сп. Fantastic Stories of Imagination (февруари)
„Учителите“, в сп. „Фантастични истории“, бр. 9 – 10/ 1992 г., прев. Харалампи Аничкин
- Darkness Box (1963), в сп. Fantastic Stories of Imagination (ноември)
- Selection (1964), в сп. Amazing Stories (август)
- Dragon of Pendor (1968), в антология „Science Fiction Stories“
- Nine Lives (1969) – първият разказ на жена, публикуван в сп. Playboy (ноември), под псевдонима U. K. Le Guin
„Девет живота“, в сп. „Наука и техника“, бр. 22 – 24/1972 г.
„Девет живота“, в сборника „Девет живота“, изд. „Полюси“ (1993), прев. Петко Пандов
„Девет живота“, в сборника „Реално и нереално“, изд. „Бард“ (2013), прев. Владимир Германов, ISBN 978-954-655-444-4
- Things (1970), изд. и като The End (1970), в антология „Orbit 6“ (съст. Деймън Найт)
- The Good Trip (1970), в сп. Fantastic (август)
- A Trip to the Head (1970), в антология „Quark/1“ (съст. Самюел Р. Дилейни и Мерилин Хакър)
- Cake & Ice Cream (1973), в Сп. Playgirl (февруари-март)
- Direction of the Road (1973), в антология „Orbit 12“ (съст. Деймън Найт)
„Посоката на пътя“, в сп. „Наука и техника за младежта“, брой 12/1982 г.
„Посоката на пътя“, в сборника „Реално и нереално“, изд. „Бард“ (2013), прев. Владимир Германов, ISBN 978-954-655-444-4
- The Field of Vision (1973), в сп. Galaxy (октомври)
- The Ones Who Walk Away from Omelas (1973), в антология „New Dimensions 3“ (съст. Робърт Силвърбърг), награда „Хюго“ (1974)
„Онези, които напускат Омелас“, в сп. „ФЕП“/„Фантастика“, бр. 2/ 1991 г., прев. Харалампи Аничкин
„Тези, които напускат Омелас“, в сборника „Реално и нереално“, изд. „Бард“ (2013), прев. Владимир Германов, ISBN 978-954-655-444-4
- The Ursula Major Construct: or, A Far Greater Horror Loomed (1973), в антология „Clarion III“ (съст. Робин Скот Уилсън)
- The Author of the Acacia Seeds and Other Extracts from the Journal of the Association of Therolinguistics (1974), изд. и като The Author of the Acacia Seeds (1974), в антология „Fellowship of the Stars“ (съст. Тери Кар)
„Авторът на семената от акация“, в сборника „Реално и нереално“, изд. „Бард“ (2013), прев. Владимир Германов, ISBN 978-954-655-444-4
- The Stars Below (1974), в антология „Orbit 14“ (съст. Деймън Найт)
„Звездите отдолу“, в сп. „Наука и техника“, бр. 12,14,15/1986 г.
- Intracom (1974), в антология „Stopwatch“ (съст. Джордж Хей)
- Schrödinger's Cat (1974), в антология „Universe 5“ (съст. Тери Кар)
- The New Atlantis (1975) – новела, в антология „The New Atlantis and Other Novellas of Science Fiction“ (съст. Робърт Силвърбърг), награда „Локус“ (1976)
- Desperadoes of the Galactic Union (1975) – микроразказ, във фен сп. Science Fiction Review (v. 4, n. 3, август)
- Mazes (1975), в антология „Epoch“ (съст. Роджър Елууд и Робърт Силвърбърг)
„Лабиринти“, в сборника „Реално и нереално“, изд. „Бард“ (2013), прев. Владимир Германов, ISBN 978-954-655-444-4
- No Use to Talk to Me (1976), в антология „The Altered I“
- Solomon Leviathan's Nine Hundred and Thirty-First Trip Around the World (1976)
- The Eye Altering (1976), изд. и като The Eye Altering (II) (1978), в антология „The Altered I“ (съст. Лий Хардинг)
„С очите и сърцето“, в сп. „ФЕП“, бр. 2/ 1990 г. прев. Вихра Манова
- The Water Is Wide (1976)
„Водата е широка“, в сборника „Реално и нереално“, изд. „Бард“ (2013), прев. Владимир Германов, ISBN 978-954-655-444-4
- Gwilan's Harp (1977), в сп. Redbook (май)
„Арфата на Гуилън“, в сп. „Чародей“, бр. 1/ 1992 г., прев. Харалампи Аничкин (името на авт. е изп. Урсула Легуин)
„Арфата на Гуилан“, в сборника „Реално и нереално“, изд. „Бард“ (2013), прев. Владимир Германов, ISBN 978-954-655-444-4
- The First Report of the Shipwrecked Foreigner to the Kadanh of Derb (1978), в сп. Antæus (бр. 29)
- Courtroom Scene (1977) – микроразказ, в сп. Encore (v. 1, бр. 6, април-май)
- Ghost Story (1977) – микроразказ, пак там
- SQ (1978), в антология „Cassandra Rising“ (съст. Алис Лорънс)
„КН“, в антология „Изгубеното бъдеще“, ИГ „Неохрон“ и ИК „Орфия“ (1992), ISBN 954-431-023-1
- Malheur County (1979), в сборника „The Compass Rose“
- The Pathways of Desire (1979) – новела, в антология „New Dimensions Science Fiction Number 9“ (съст. Робърт Силвърбърг)
„Пътеките на желанията“, в антология „Не от този свят“, ИГ „Неохрон“ и ИК „Орфия“ (1993), прев. Красимир Крачунов
- Leese Webster (1979)
- Some Approaches to the Problem of the Shortage of Time (1979), в „The Compass Rose“ (1982)
- The White Donkey (1980), в сп. TriQuarterly (49, есен)
„Бялото магаре“, в сборника „Реално и нереално“, изд. „Бард“ (2013), прев. Владимир Германов, ISBN 978-954-655-444-4
- The Phoenix (1982), в сборника „The Compass Rose“
- The Wife's Story (1982), пак там
„Разказът на съпругата“, в сп. „Еволюция, екология, екополитика“ (бр. 1/ 1992 г.)
„Разказът на съпругата“, в сборника „Реално и нереално“, изд. „Бард“ (2013), прев. Владимир Германов, ISBN 978-954-655-444-4
- Sur (1982), изд, и като Sur: A Summary Report of the Yelcho Expedition to the Antarctic, 1909 – 1910 (1982), в сп. The New Yorker (1 февр.) – награда „Локус“ (1983)
„Юг“, в сборника „Реално и нереално“, изд. „Бард“ (2013), прев. Владимир Германов, ISBN 978-954-655-444-4
- Small Change (1982), в сборника „The Compass Rose“
„Дребна пара“, в сборника „Реално и нереално“, изд. „Бард“ (2013), прев. Владимир Германов, ISBN 978-954-655-444-4
- The Spoons in the Basement (1982), в сп. The New Yorker (2 август)
- The Professor's Houses (1982), пак там (1 ноември)
- The Ascent of the North Face (1983), в антология „Isaac Asimov's Space of Her Own“ (съст. Шона Маккарти)
„Изкачването по северната стена“, в сборника „Реално и нереално“, изд. „Бард“ (2013), прев. Владимир Германов, ISBN 978-954-655-444-4
- The Evil Eye (1984) – микроразказ, в ?
- King Dog (1985), изд. и като King Dog: A Movie for the Mind's Eye (1985) – пиеса, в антология „King Dog / Dostoevsky“
- She Unnames Them (1985), в сп. The New Yorker (21 януари)
„Тя ги разименува“, в сборника „Реално и нереално“, изд. „Бард“ (2013), прев. Владимир Германов, ISBN 978-954-655-444-4
- Horse Camp (1986), пак там (25 август)
„Конски лагер“, в сборника „Реално и нереално“, изд. „Бард“ (2013), прев. Владимир Германов, ISBN 978-954-655-444-4
- Daddy's Big Girl (1987), в сп. Omni (януари)
- Half Past Four (1987) – новела, в сп. The New Yorker (28 септември)
„Четири и половина“, в сборника „Реално и нереално“, изд. „Бард“ (2013), прев. Владимир Германов, ISBN 978-954-655-444-4
- Buffalo Gals, Won't You Come Out Tonight (1987) – новела, в сборника „Buffalo Gals and Other Animal Presences“, награда „Хюго“ (1988), награда „Уърлд Фентъзи" (1988)
„Момичето от Бъфало, няма ли да излезе тази вечер“, в сборника „Реално и нереално“, изд. „Бард“ (2013), прев. Владимир Германов, ISBN 978-954-655-444-4
- The Ship Ahoy (1987), в сп. New Yorker (2 ноември)
- A Visit from Dr. Katz (1988)
- Kore 87 (1988), изд. и като A Child Bride (1988), в антология „Terry's Universe“ (съст. Бет Мийчам)
- Limberlost (1989), в сборника „Unlocking the Air and Other Stories“
- Hand, Cup, Shell (1989), в сборника „Searoad: Chronicles of Klatsand“
„Длан, чаша, ръковина“, в сборника „Реално и нереално“, изд. „Бард“ (2013), прев. Владимир Германов, ISBN 978-954-655-444-4
- The Second Report of the Shipwrecked Foreigner to the Kadanh of Derb (1989), в сборника „Dancing at the Edge of the World: Thoughts on Words, Women, Places“
- Fire and Stone (1989)
- In and Out (1989), в сп. New Yorker (8 януари)
- The Kerastion (1990), в „Westercon 1990 Program Book“
- The Creatures on My Mind (1990), в сп. Harper's (август)
- Texts (1990), в сборника „Searoad: Chronicles of Klatsand“
„Текстовете“, в сборника „Реално и нереално“, изд. „Бард“ (2013), прев. Владимир Германов, ISBN 978-954-655-444-4
- Pandora Worries About What She is Doing: The Pattern (1991), в „Tehanu: The Last Book of Earthsea“
- Crosswords (1990), в сп. New Yorker (30 юли)
- Newton's Sleep (1991) – новела, в антология „Full Spectrum 3“
- Sleepwalkers (1991), в сборника Searoad: Chronicles of Klatsand
„Сомнамбули“, в сборника „Реално и нереално“, изд. „Бард“ (2013), прев. Владимир Германов, ISBN 978-954-655-444-4
- Foam Women, Rain Women (1991) – микроразказ, в сборника „Searoad: Chronicles of Klatsand“
- Bill Weisler (1990), пак там
- Geezers (1991), пак там
- Quoits (1991), пак там
- True Love (1991), пак там
- Climbing to the Moon (1992), в „American Short Fiction“
- Findings (1992), лимитирано изд.
- Introducing Myself (1992), в Left Bank, Vol. 2
- The First Contact with the Gorgonids (1992), в сп. Omni (януари)
„Първият контакт с горгоноидите“, в сборника „Реално и нереално“, изд. „Бард“ (2013), прев. Владимир Германов, ISBN 978-954-655-444-4
- Standing Ground (1992), в сп. Ms. Magazine (юли-август)
- A Ride on the Red Mare's Back (1992)
- Fish Soup (1992)
- The Rock That Changed Things (1992), в сп. Amazing Stories (септември)
- The Poacher (1993), в антология Xanadu (съст. Джейн Йолен)
„Бракониерът“, в сборника „Реално и нереално“, изд. „Бард“ (2013), прев. Владимир Германов, ISBN 978-954-655-444-4
- Along the River (1993), в антология „Omni Best Science Fiction Three“ (съст. Елън Детлоу)
- In the Drought (1994), в антология „Xanadu 2“ (съст. Джейн Йолен)
- Sunday in Summer in Seatown (1995) – микроразказ, в сборника „Unlocking the Air and Other Stories“
- Ether OR (1995) – новела, в сп. Asimov's Science Fiction (ноември)
„Етер или“, в сборника „Реално и нереално“, изд. „Бард“ (2013), прев. Владимир Германов, ISBN 978-954-655-444-4
- Olders (1995), в сп. Omni (зима)
- Ruby on the 67 (1996), в сборника „Unlocking the Air and Other Stories“
- The Wise Woman (1996), пак там
- The Lost Children (1996) – микроразказ, в сп. Thirteenth Moon (януари)
„Изгубени деца“, в сборника „Реално и нереално“, изд. „Бард“ (2013), прев. Владимир Германов, ISBN 978-954-655-444-4
- The Island of the Immortals (1998), в сп. Amazing Stories (есен)
- The Silence of the Asonu (1998), изд. и като The Wisdom of the Asonu в антология „Orion“
„Мълчанието на Асону“, в сборника „Реално и нереално“, изд. „Бард“ (2013), прев. Владимир Германов, ISBN 978-954-655-444-4
- The Royals of Hegn (2000), в сп. Asimov's Science Fiction (февруари)
- The Birthday of the World (2000) – в сп. The Magazine of Fantasy & Science Fiction (юни), награда „Локус“ (2001)
- The Flyers of Gy: An Interplanetary Tale (2000), изд. и като The Fliers of Gy (2000), в сп. Sci Fiction (8 ноември)
„Летците на Ги“, в сборника „Реално и нереално“, изд. „Бард“ (2013), прев. Владимир Германов, ISBN 978-954-655-444-4
- The Building (2001), в антология Redshift: Extreme Visions of Speculative Fiction
- The Wild Girls (2002) – новела, в сп. Asimov's Science Fiction (март), награда „Локус“ (2003)
„Диви момичета“, в сборника „Реално и нереално“, изд. „Бард“ (2013), прев. Владимир Германов, ISBN 978-954-655-444-4
- Tom Mouse (2002)
- The Seasons of the Ansarac (2002), в уебзин Infinite Matrix (3 юни)
- Social Dreaming of the Frin (2002), в сп. The Magazine of Fantasy & Science Fiction (октомври – ноември)
- Confusions of Uñi (2003), в сборника „Changing Planes“
- Feeling at Home with the Hennebet (2003), пак там
- Great Joy (2003), пак там
- The Porridge on Islac (2003), пак там
- Sita Dulip's Method (2003), пак там
- The Ire of the Veksi (2003), пак там
- The Nna Mmoy Language (2003), пак там
- Wake Island (2003), пак там
- Woeful Tales from Mahigul (2003), пак там
- LADeDeDa (2009) с Вонда Н. Макинтайър, в сп. Nature (vol. 458, 12 март)
- Elementals (2013), в антология „The Year's Best Science Fiction & Fantasy“ (съст. Рич Хортън)
- The Jar of Water (2014) – новела, в сп. Tin House Magazine (бр. 62, зима)
- The Jackson Brothers (2014), в сп. Catamaran Literary Reader (т. 2, бр. 2, пролет)
- My Life So Far, by Pard: An Illustrated Chapbook (2015)
- Calx (2017), в сп. Catamaran Literary Reader (бр. 18, лято)
- Pity and Shame (2018), в сп. Tin House (лято)

### Сборници
- Wild Angels (1975) – поезия
- The Wind's Twelve Quarters (1975) – разкази, награда „Локус“ (1976)
- Walking on Cornwall (1976), (2012 преработено изд.) – поезия
- Hard Words and Other Poems (1981) – поезия
- The Compass Rose (1982) – разкази, награда „Локус“ (1983)
- Buffalo Gals and Other Animal Presences (1987) – стихотворения, разкази и есета
- Wild Oats and Fireweed (1988) – поезия
- The Eye of the Heron & The Word for World Is Forest (1991)
- Searoad: Chronicles of Klatsand (1991) – роман-сборник
- Blue Moon Over Thurman Street (1993) – поезия
- Going Out with Peacocks and Other Poems (1994) – поезия
- A Fisherman of the Inland Sea (1994) – разкази и новели
- Unlocking the Air and Other Stories (1996) – разкази
- The Twins, the Dream / Las Gemelas, El Sueno: Two Voices : Poems = DOS Voces : Poemas – поезия, с Диана Балеси
- Sixty Odd: New Poems (1999) – поезия
- The Birthday of the World and Other Stories (2002) изд. и като The Birthday of the World (2004) – новели
- Science Fiction Stories (2003) – разкази
- Changing Planes (2003) – разкази, награда „Локус“ (2004)
- Incredible Good Fortune: New Poems (2006) – поезия
- Four Different Poems (2007) – поезия
- Out Here: Poems and Images from Steens Mountain Country (2010) – с Роджър Дорбанд
- The Wild Girls Plus... (2011) – поезия и есета
- Finding My Elegy: New and Selected Poems (2012) – поезия
- Late in the Day: Poems 2010 – 2014 (2015) – поезия
- The Found and the Lost: The Collected Novellas of Ursula K. Le Guin (2016) – повести
- So Far So Good: Final Poems 2014 – 2018 (2018) – поезия

### Поезия
- Tao Song (1974)
- A Lament for Rheged (1975)
- Arboreal (1975)
- Archaeology of the Renaissance (1975)
- Ars Lunga (1975)
- Coming of Age (1975)
- Dreampoem (1975)
- Dreampoem II (1975)
- Elegy (1975), изд и като Elegy: For Reese (1975)
- Flying West from Denver (1975)
- Footnote (1975)
- For Bob (1975)
- For Robinson Jeffers' Ghost (1975)
- For Ted (1975)
- From Whose Bourne (1975)
- Für Elise (1975)
- Hier Steh' Ich (1975)
- March 21 (1975)
- Mount St. Helens/Omphalos (1975)
- Offering (1975)
- Snow (1975)
- Some of the Philosophers (1975)
- Song (1975)
- The Anger (1975)
- The Darkness (1975)
- The Molsen (1975)
- The Rooftree (1975)
- The Withinner (1975)
- The Young (1975)
- There (1975)
- untitled (1975), изд. и като untitled („O wild angels of the open hills“) (1975)
- Winter-Rose (1975)
- Castle An Dinas and Chysauster Village (1976)
- Chun (1976)
- Men-an-Tol, the Nine Maidens, Dingdong Mine, and Lanyon Quoit (1976)
- Invocation (1977)
- The Song of the Dragon's Daughter (1977)
- Siva and Kama (1979)
- To Siva the Unmaker (1980)
- Torrey Pines Reserve (1980)
- A Semi-Centenary Celebration (1981)
- Amazed (1981)
- At a Quarter to Fifty (1981)
- At Three Rivers, April 80 (1981)
- Carmagnole of the Thirtieth of June (1981)
- Cavaliers (1981)
- Central Park South, 9 March 1979 (1981)
- Coast (1981)
- Danaë (1981)
- Drums (1981)
- Epiphany (1981)
- Everest (1981)
- For Karl and Jean (1981)
- For Mishka (1981)
- Hard Words (1981)
- Kish 29 IV 79 (1981)
- Landscape, Figure, Cavern (1981)
- Middle (1981)
- Morden Lecture, 1978 (1981)
- More Useful Truths (1981)
- North (1981)
- Pasupati (1981)
- Richard (1981)
- School (1981)
- Self (1981)
- Simple Hill (1981)
- Slick Rock Creek, September (1981)
- Smith Creek (1981)
- Tale (1981)
- Ted with Kite (1981)
- The Child on the Shore (1981)
- The Dancing at Tillai (1981)
- The Indian Rugs (1981)
- The Journey (1981)
- The Man Who Shored Up Winchester Cathedral (1981)
- The Marrow (1981)
- The Mind Is Still (1981)
- The Night (1981)
- The Well of Baln (1981)
- The Writer to the Dancer (1981)
- Totem (1981)
- Translation (1981)
- Tui (1981)
- Uma (1981)
- Vita Amicae (1981)
- We Are Dust (1981)
- Winter Downs (1981)
- Wordhoard (1981)
- Word Wants (1982)
- In the Red Zone (1983)
- Xmas Over (1984)
- A Round, Buff, Speckled Poem (1984)
- The Astronomy Lecture Revisited (1985)
- !0 (1985)
- A Conversation with a Silence (1987)
- Black Leonard in Negative Space (1987)
- Flints (1987)
- For Leonard, Darko, and Burton Watson (1987)
- Found Poem (1987)
- Lewis and Clark and After (1987)
- Sleeping Out (1987)
- Tabby Lorenzo (1987)
- The Basalt (1987)
- The Crown of Laurel (1987)
- The Man Eater (1987)
- West Texas (1987)
- What is Going on in the Oaks Around the Barn (1987)
- A Meditation on a Marriage (1988)
- A Private Ceremony of Public Mourning for the Language of the People
- Called Wappo (1988)
- Amtrak Portland to Seattle (1988)
- Apples (1988)
- At the Party (1988)
- Back in the Red Zone (1988)
- Crazy Knobby Beauty and Smooth (1988)
- Dos Poesias Para Mi Diana (1988)
- Ella Peavy's Birthday (1988)
- Five South, One North (1988)
- Flight 65 to Portland (1988)
- For Bill Stafford (1988)
- For Helen Cixous (1988)
- For June Jordan (1988)
- For Katya (1988)
- For the New House (1988)
- For Virginia Kidd (1988)
- His Daughter (1988)
- House of the Spider: A Spell to Weave (1988)
- Hunger (1988)
- In That Ohio (1988)
- Inventory (1988)
- Luwit (1988)
- Lyra (1988)
- NM (1988)
- Northern B.C. (1988)
- Of Course She Is Frigid (1988)
- Old Bag (1988)
- Pane (1988)
- Robinson's Farm (1988)
- Silence (1988)
- Silk Days (1988)
- Spell (1988)
- Spring, Robinson's Farm (1988)
- T.C.K.B.K.Q., Telluride 1897—Berkeley 1979 (1988)
- Tenses (1988)
- The Grey Quaker (1988)
- The Light (1988)
- The Maenads (1988)
- The Menstrual Lodge (1988)
- The Old Falling Down (1988)
- The Organ (1988)
- The Photograph of Lyra Sofia (1988)
- The Present (1988)
- The Song of the Torus (1988)
- The Woman With the Shopping Cart Who Sleeps in Doorways (1988)
- Three Ohio Poems (1988)
- To Gary and Allen and All with Love (1988)
- To Saint George (1988)
- While the Old Men Make Ready to Kill (1988)
- Wild Oats and Fireweed (1988)
- Powell's Book Store (1989)
- Adriane Sleeps (1989)
- It Was Never Really Different (1991)
- The Sun Going South (1991)
- The Writer on, and at, Her Work (1992)
- Werewomen (1993)
- Fragments from the Women's Writing (1993)
- Loud Cows (1993)
- Riding the Coast Starlight (1994)
- „Sunt lacrimae rerum“ (1994)
- A Discourse on Method (1994)
- A Painting (1994)
- A True Story (1994)
- Ariadne Dreams (1994)
- Bale's Mill in the Napa Valley (1994)
- Buzzard Visit (1994)
- Cabin 4, Cedarwood Lodge (1994)
- Concerning Theo (1994)
- Consider (1994)
- Cry No More (1994)
- Dreaming California (1994)
- Drouth (1994)
- For Judith (1994)
- From Lorenzo (1994)
- Getting On (1994)
- Going Out With Peacocks (1994)
- Gulls Puddling (1994)
- Her Silent Daughter (1994)
- In That Desert (1994)
- In the Siskiyous in May (1994)
- Keeping Rocks (1994)
- Last of August (1994)
- Looking for Proxy Falls (1994)
- March in Beloit (1994)
- Marilyn (1994)
- Mouth of the Klamath (1994)
- My Hero (1994)
- My Music (1994)
- Phoenicians (1994)
- Praying to Ecola Creek (1994)
- Processing Words (1994)
- Puye: An Anasazi Village (1994)
- Riding the „Coast Starlight“ (1994)
- Semen (1994)
- Sentence (1994)
- Sleeping With Cats (1994)
- Song for Caroline (1994)
- Song for Elizabeth (1994)
- Sun Setting at Cannon Beach (1994)
- The Book to Have (1994)
- The Hands of Torturers (1994)
- The Hard Dancing (1994)
- The Pacific Slope (1994)
- The Queen of Spain (1994)
- The Red Dancers (1994)
- The Vigil for Ben Linder (1994)
- The Woman and the Soul (1994)
- The Years (1994)
- To the Next Guests (1994)
- Waking: Two Poems (1994)
- What I Have (1994)
- „The Scarcity of Rhinos on the Television“ (1999)
- „Will the Circle be Unbroken?“ (1999)
- 1. In the Summer Country (1999)
- 10. Tony (1999)
- 11. Susannah (1999)
- 12. Jean (1999)
- 13. College (1999)
- 14. Angel (1999)
- 15. Graduate School (1999)
- 16. Bella (1999)
- 17. Caravel (1999)
- 18. Family (1999)
- 19. Player (1999)
- 2. Phebe and Mimi (1999)
- 20. Religious Connections (1999)
- 21. Flower Painter (1999)
- 22. Circles (1999)
- 23. Joy (1999)
- 24. At Oakley (1999)
- 25. The Door (1999)
- 26. You, Her, I (1999)
- 3. The Great Aunt (1999)
- 4. Friends of My Youth (1999)
- 5. The Fight (1999)
- 6. T (1999)
- 7. Skating (1999)
- 8. First (1999)
- 9. The Hershey Bar (1999)
- A Blue Moon (1999)
- A Circle in a Drought (1999)
- A Traveler at a Lake in New England (1999)
- Acorn Woodpecker (1999)
- Anon (1999)
- Appropriation (1999)
- Aqueduct (1999)
- Bird at Dawn (1999)
- By the Canal (1999)
- Calling (1999)
- Dreamwordplay (1999)
- Elisabeth Making Candied Rose Petals (1999)
- Entanglements (1999)
- Epigraph (1999)
- Fall (1999)
- FIELD BURNING DEBATED. SALMON FATE DISCUSSED. (1999)
- Flight 1067 to L.A. (1999)
- For Gabriela Mistral (1999)
- Four Morning Poems (1999)
- Hexagram 45 (1999)
- Hexagram 49 (1999)
- In Berkeley (1999)
- Infinitive (1999)
- January 7 (1999)
- Kate and Becca Housecleaning (1999)
- Late Dusk (1999)
- Lost Arrows and the Feather People (1999)
- Malheur Maar (1999)
- Morning Service (1999)
- October 11, 1491 (1999)
- Old Age (1999)
- On 23rd Street (1999)
- Read at the Award Dinner, May 1996 (1999)
- Redescending (1999)
- Repulse Monkey (1999)
- Rodmell (1999)
- Start Here (1999)
- The Beach Runner (1999)
- The Hill Yoncalla (1999)
- The Mirror Gallery (1999)
- The Stepmother (1999)
- The Uses of Morning (1999)
- When There Aren't Any (1999)
- An Afternoon in England in Winter (2005)
- Watching the Fractal Set (2005)
- Another Weather: Mount St Helens (2007)
- Caspro's Hymn (2007)
- Creation of the Horse (2010)
- The Elders at the Falls (2010)
„Старци на водопада“, в сборника „Фантастихия“, изд. Дружество „Тера Фантазия“ (2011), прев. Васил Сивов
- Peace Vigils (2011)
- The City of the Plain (2011)
- The Next War (2011)
- Variations on an Old Theme (2011)
- Distance (2011)
- Mendenhall Glacier (2011)
- Contemplation at McCoy Creek (2016)
- The Small Indian Pestle at the Applegate House (2016)
- Doggerel for My Cat (2017)

### Детска литература
- Tom Mouse (2002)
- A Ride on the Red Mare’s Back (1992)
- Fish Soup (1992)
- Fire and Stone (1989)
- A Visit from Dr. Katz (1988)
- Solomon Leviathan (1988)
- Cobbler’s Rune (1983)
- Leese Webster (1979)

## Документалистика

### Сборници
- The Language of the Night: Essays on Fantasy and Science Fiction (1979, 1992 преработено изд.) – есета
- Dancing at the Edge of the World: Thoughts on Words, Women, Places (1989)
- Steering the Craft: Exercises and Discussions on Story Writing for the Lone Mariner and the Mutinous Crew (1998), изд. и преработено като Steering the Craft: A Twenty-First-Century Guide to Sailing the Sea of Story (2015)
- The Wave in the Mind: Talks and Essays on the Writer, the Reader, and the Imagination (2004) – награда „Локус“ (2005)
- Conversations with Ursula K. Le Guin (2008) – с Карл Хауърд Фридман
- Cheek by Jowl: Essays (2009) – награда „Локус“ (2010)
- Words Are My Matter: Writings About Life and Books, 2000 – 2016, with a Journal of a Writer S Week (2016) – есета и рецензии, награда „Хюго“ (2017)
- No Time to Spare: Thinking About What Matters (2017) – есета, награда „Хюго“ (2018)
- Dreams Must Explain Themselves: The Selected Non-Fiction of Ursula K. Le Guin (2018)
- Conversations on Writing (2018) – с Дейвид Неймън, награда „Локус“ (2019)
- The Last Interview and Other Conversations (2019) – интервюта

### Други есета, писма, статии, речи и др.
- Letter (1970) – писмо, в сп. Amazing Stories (ноември)
- Prophets and Mirrors: Science Fiction as a Way of Seeing (1970), в сп. The Living Light (есен)
- The View In (1971), в „A Multitude of Visions“ (автор: Сай Шовен)
- Letter (1971) – писмо, във фен сп. SF Commentary (бр. 20)
- Letter (1971) – писмо, пак там (бр. 23)
- Letter (1972) – писмо, пак там (бр. 26)
- Thea and I (1972), в сп. Entropy Negative (бр. 5)
- The Crab Nebula, the Paramecium, and Tolstoy (1972), в сп. Riverside Quarterly (Vol. 5, No. 2)
- Fifteen Vultures, the Strop, and the Old Lady (1972), в антология „Clarion II“
- From Elfland to Poughkeepsie (1973) – лимитирано изд. и в сборника „The Language of the Night: Essays on Fantasy and Science Fictionn“ (1979)
- A Citizen of Mondath (1973), в сп. Foundation (бр. 4, юли)
- On Theme (1973), в антология „Those Who Can: A Science Fiction Reader“
- The Stalin in the Soul (1973), в антология „The Future Now: Saving Tomorrow“
- Letter (1973) – писмо, в сп. Locus (бр. 140)
- Letter (1973) – писмо, в сп. Vector (бр. 65)
- Crab Nebula (1973); Fresh Gichymichy (or to be honest about it, Nituke); Primative Chocolate Mousse (Also Known as Mousse au Chocolat, Chocolate Moose, Brown Mouse, and Please Sir I Want Some More) (1973), в сборника „Cooking Out of This World“ (съст. Ан Маккафри)
- A Trip to the Head (introduction) (1973), в сборника „The Wind's Twelve Quarters“ (1981)
- April in Paris (introduction) (1973), пак там
- Darkness Box (introduction) (1973), пак там
- Direction of the Road (introduction) (1973), пак там
- Nine Lines (introduction) (1973), пак там
- The Day Before the Revolution (introduction) (1973), пак там
- The Field of Vision (introduction) (1973), пак там
- The Good Trip (introduction) (1973), пак там
- The Masters (introduction) (1973), пак там
- The Ones Who Walk Away from Omelas (introduction) (1973), пак там
- The Stars Below (introduction) (1973), пак там
- The Word of Unbinding (introduction) (1973), пак там
- Things (introduction) (1973), пак там
- Vaster Than Empires and More Slow (introduction) (1973), пак там
- Winter's King (introduction) (1973), пак там
- National Book Award Acceptance Speech (1973), във фен сп. Locus (бр. 140)
„Реч при приемане на наградата „Почетен Медал“ на Националната Фондация на Книгата за принос към американската литература“, във „Фантаsтiка... : алманах за фантастика и бъдеще“, изд. Фондация „Човешката библиотека“ (2008)
- Escape Routes (1974), в сп. Galaxy Magazine (vol. 35, бр. 12)
- Three Views of Tolkien: The Staring Eye (1974), изд. и като The Staring Eye (1974), в сп. Vector (67/68, пролет) – за Дж. Р. Р. Толкин
- Why Are Americans Afraid of Dragons? (1974), в сп. PNLA Quarterly (бр. 38)
- American SF and The Other (1975), в сп. Science Fiction Studies (бр. 7)
- Foreword (1975) – увод към сборника „The Wind's Twelve Quarters“ (1975)
- Science Fiction Chauvinism (1975) или American SF and the Other, в антология „Ariel: The Book of Fantasy, Volume Two“
- Letter (1975) – писмо, в сп. Science Fiction Review (бр. 12)
- The Child and the Shadow (1975), в сп. Quarterly Journal of the Library of Congress (бр. 32, април)
- The Stone Ax and the Musk Oxen (1975), в сп. Vector (бр. 71)
- On Norman Spinrad's The Iron Dream (1976), в антология „Science Fiction Studies: Selected Articles on Science Fiction 1973 – 1975“  – за Норман Спинрад
- Introduction (1976) – увод към антология „The Altered I“
- Myth and Archetype in Science Fiction (1976), в сп. Parabola (т. 1, бр. 4)
- Science Fiction and Mrs. Brown (1976), в антология „Science Fiction at Large“
- Science Fiction as Prophecy: Philip K. Dick (1976), изд. и като The Modest One (1976), в сп. The New Republic (бр. 175)
- Surveying the Battlefield (1976), в антология „Science Fiction Studies: Selected Articles on Science Fiction 1973 – 1975“
- Introduction (1976) – увод към антология „Nebula Award Stories 11“
- Acknowledgements (1976), пак там
- The Space Crone (1976), в сборника „Dancing at the Edge of the World: Thoughts on Words, Women, Places“ (1989)
- Do-It-Yourself Cosmology (1977), в сп. Parabola (Vol. II, No. 3)
- Concerning the „Lem Affair“ (1977) – с Дарко Сувин, в сп. Science Fiction Studies (бр. 11)
- Letter (1977) – писмо, във фен сп. Locus (бр. 200)
- Letter (1977) – писмо, във фен сп. SF Commentary (бр. 52)
- Close Encounters, Star Wars, and the Tertium Quid (1978), в сборника „Dancing at the Edge of the World: Thoughts on Words, Women, Places“
- Letter (1978) – писмо, в сп. TASP (бр. 3)
- Introduction to Star Songs of an Old Primate (1978) – увод към „Star Songs of an Old Primate“ (автор: Джеймс Типтри младши)
- Letter (1978) – писмо, в сп. Science Fiction Review (бр. 24)
- Vonda N. McIntyre (GoH Biography) (1978), във фен сп. Janus (Vol. 4, бр. 1, пролет)
- A Response to the Le Guin Issue (1978), в „Science Fiction Studies, Second Series: Selected Articles on Science Fiction 1976 – 1977“ (автор: Р. Д. Мувин и Дарко Сувин)
- Introduction (1978) – увод към „City of Illusions“
- Moral and Ethical Implications of Family Planning (1978) – реч, в сборника „Dancing at the Edge of the World: Thoughts on Words, Women, Places“ (1989)
- Talking About Writing (1979), в сборника „The Language of the Night: Essays on Fantasy and Science Fiction“
- Last Word: Where Does the Time Go? (1979), в сп. Omni (октомври)
- It Was a Dark and Stormy Night; or, Why Are We Huddling About the Campfire? (1980), в сп. Critical Inquiry (есен)
- On Teaching Science Fiction (1980), в „Teaching Science Fiction: Education for Tomorrowow“ (автор: Джак Уилямсън)
- Working on „The Lathe“ (1980), в сп. Horizon (януари)
- Background: „The Lathe of Heaven“ (1980), в сп. TV Guide (5 – 11 януари)
- Introduction (1980) – с Вирджиния Кид, увод към антология „Interfaces“
- A Very Warm Mountain (1980), в „A Sense Of Place Physical, Natural, And Cultural Environments“ (автор: Дджон М. Акърман)
- Letter (1980) в сп. Starship (пролет)
- Letter (1980), във фен сп. Locus (бр. 235)
- Letter (1980), във фен сп. SF Commentary (бр. 60/61)
- Introduction (1980) – увод към антология „Edges“
- Foreword (1981) – увод към „To Spin Is Miracle Cat“ (автор: Роджър Зелазни)
- Letter #1 (1981) – писмо, в сп. Science Fiction Review (бр. 39)
- Letter #2 – писмо, пак там
- Letter (1981), в сп. Foundation (бр. 22)
- Hunger (1981) – реч, в сборника „Dancing at the Edge of the World: Thoughts on Words, Women, Places“ (1989)
- laces Names (1981), пак там
- Forward and Dedication (1982), увод и посвещение, в „The Adventure of Cobbler's Rune“
- Philip K. Dick Appreciation (1982), в сп. Locus (бр. 256, май) – за Филип К. Дик
- Preface (1982) – увод към „The Compass Rose“
- The Art of Bunditsu: How to Arrange Your Bonzo (1982), книга, под псевдонима Bunto Ursura
- Facing It (1982) – реч, в сборника „Dancing at the Edge of the World: Thoughts on Words, Women, Places“ (1989)
- Reciprocity of Prose and Poetry (1983), пак там
- A Left-Handed Commencement Address (1983), реч в Mills College , пак там
- A Non-Euclidean View of California as a Cold Place to Be (1983), в сп. The Yale Review (зима)
- World-Making (1983), в сборника „Women Writers of the West Coast“
- On Philip K. Dick (letter) (1983), в сп. Foundation (бр. 27, зима) – за Филип К. Дик
- About the Author (1983), в „Compass Rose“
- Along the Platte (1983), във в. The Oregonian (28 август)
- „Forsaking Kingdoms“: Five Poets (1984), в сборника „Dancing at the Edge of the World: Thoughts on Words, Women, Places“
- The Science Fiction Writer at Work: Mapping Imaginary Countries (1984), в „The Science Fiction Source Book“ (автор: Дейвид Уингроув)
- Whose Lathe? (1984), във в. The Oregonian (16 май)
- Letter to Gregg Rickman (February 1, 1984) (1984), в „Philip K. Dick: In His Own Words“ (автори: Филип К. Дик и Грег Рикман)
- Introduction (1984) – увод към антология „The Visionary: The Life Story of Flicker of the Serpentine/Wonders Hidden: Audubon's Early Year
- A Movie for the Mind's Eye (1985), в компилация „King Dog / Dostoevsky“
- Theodora (1985) – увод към „The Inland Whale“ (автор: Теодора Крьобер)
- Room 9, Car 1430 (1985), във в. The Oregonian (17 февруари)
- Heroes (1986), в сборника „Dancing at the Edge of the World: Thoughts on Words, Women, Places“ (1989)
- Text, Silence, Performance (1986), пак там
- Bryn Mawr Commencement Address (1986) – реч, пак там
- Letter (1986) – писмо във фен сп. Locus (бр. 301)
- Introduction (1987) – увод към „Buffalo Gals and Other Animal Presences“
- „May's Lion“ (1987) – пояснение (?), пак там
- „Schrödinger's Cat“ and „The Author of the Acacia Seeds“ (1987), пак там
- „The Direction of the Road“ and „Vaster Than Empires and More Slow“ (1987), пак там
- „The White Donkey“ and „Horse Camp“ (1987), пак там
- „The Wife's Story“ and „Mazes“ (1987), пак там
- Five Vegetable Poems (1987), пак там
- Four Cat Poems (1987), пак там
- Seven Bird and Beast Poems (1987), пак там
- Three Rock Poems (1987), пак там
- „Where Do You Get Your Ideas From?“ (1987), в сборника „Dancing at the Edge of the World: Thoughts on Words, Women, Places“ (1989)
- „Who Is Responsible?“ (1987), пак там
- Conflict (1987), пак там
- Rilke's „Eighth Duino Elegy“ and „She Unnames Them“ (1987), пак там
- Over the Hills and a Great Way Off (1988), пак там
- The Fisherwoman's Daughter (1988), пак там
- Tucker (1987), във фен сп. The Lucasfilm Fan Club Magazine (бр. 1, есен)
- Introduction (1988) – увод към „Angel Island“
- Letter: Denying Apostasy (1988), в сп. Foundation (бр. 43, лято)
- The Carrier Bag Theory of Fiction (1988), в антология „Women of Vision“
- Letter (1988) – писмо, в сп. Riverside Quarterly (март 1988)
- Introduction to the Women's Press Edition of „The Language of the Night“ (1988), в сп. The New York Review of Science Fiction (октомври)
- Things Not Actually Present: On the Book of Fantasy and J. L. Borges (1988), изд. и като Introduction (The Book of Fantasy) (1988) – увод към антология „The Book of Fantasy“
- Introductory Note (1989) – уводна бел., в сборника „Dancing at the Edge of the World“
- Prospects for Women in Writing (1989), пак там
- PScience Fiction and the Future (1989), препис на участие в дискусия през 1985 г., пак там
- Some Thoughts on Narrative (1989), част от лекция от 1980 г., пак там
- The Woman Without Answers (1989), доклад на конференция от 1984 г., пак там
- The Princess (1989) – реч от 1982 г., пак там
- The Only Good Author? (1989), пак там
- Woman/Wilderness (1989), въведение към лекционна дискусия през 1986 г., пак там
- Preface (The Language of the Night) (1989), изд. и като Preface to the 1989 Edition (1989), увод към „The Language of the Night“
- Response to „The New Generation Gap“ (1989), в сп. The New York Review of Science Fiction (август)
- Prides (1990), изд. и като Prides: An Essay on Writing Workshops (1990), в сборника „Gifts of Blood“
- By Her Loneself (1990), в ?
- Children, Women, Men, and Dragons (1990) – разговор на Göteborg Book Fair през септ. 1989 г., в сп. Monad: Essays on Science Fiction (бр. 1)
- A Winter Solstice Ritual for the Pacific Northwest (1991) – книга, с Вонда Маккинтайър
- Letter (1991) – писмо, в сп. Foundation (бр. 52)
- Recreating Reality: Making It Happen for Your Reader (1991), в ?
- A Brief Valley Text: The Cats Here Don't Care (1991), в „Tehanu: The Last Book of Earthsea“
- What They Ate: Dúr M Dreví, „Red and Green“, A Vegetable Dinner (1991), пак там
- Letter (1992) – писмо, във фен сп. SF Commentary (бр. 71/72)
- Different Stories with a Lot in Common (1992), в сп. Amazing Stories (септември)
- Fragments from the Women's Writing (1993), в антология „Full Spectrum 4“
- Letter (1993) – писмо, във фен сп. Locus (бр. 392)
- Introduction (1993) – увод към „The Norton Book of Science Fiction: North American Science Fiction, 1960 – 1990“
- Thinking About Cordwainer Smith (1994), в „Readercon 6 program book“
- Introduction: On Not Reading Science Fiction (1994), изд. и като On Not Reading Science Fiction (2017), в сборника „A Fisherman of the Inland Sea“ и в „Hainish Novels & Stories, Volume Two“ (2017)
- Introduction: On the Stories in This Book (1994), пак там
- Foreword (1995) – увод към антология „She's Fantastical“
- Letter (1995) – писмо, в сп. The New York Review of Science Fiction (май 1995)
- Letter (1995) – писмо, пак там (октомври 1995)
- My Island (1996), в сп. Islands: An International Magazine (юли-август)
- All Happy Families (1997), в сп. Michigan Quarterly Review (зима)
- Changing Kingdoms: A Talk for the Fourteenth International Conference on the Fantastic in the Arts, March 17 – 21, 1993 (1997), в антология „Trajectories of the Fantastic: Selected Essays from the Fourteenth International Conference on the Fantastic in the Arts“
- Fact and/or/plus Fiction (1998), в сп. Paradoxa (No. 11, спец. изд. The Future of Narrative)
- Letter (1998) – писмо, в сп. NYRSF (януари)
- Six Great SF Movies That Could Be Made Without Audible Explosions in the Vacuum of Space (1998), в сп. The Magazine of Fantasy & Science Fiction (юли)
- Spike the Canon (1998), препис на речта Pilgrim Award Acceptance от 1989 г., в „Readercon 10 Souvenir Book“
- Introduction: The House the Blakeneys Built (1998), в сборника „The Avram Davidson Treasury: A Tribute Collection“
- Preface (1999) – увод към „Sixty Odd: New Poems“
- An Envoy from Senectutus: WisCon 20 Guest of Honour Speech (1999), реч, в антология „Women of Other Worlds: Excursions Through Science Fiction and Feminism“
- Reading Young, Reading Old: Mark Twain's Diaries of Adam and Eve (1999), изд. и като The Diaries of Adam and Eve (Introduction) (1999), в „The Diaries of Adam and Eve“ (автор: Марк Твен)
- Letter (2000) – писмо, в сп. Ansible (бр. 160)
- Foreword (2001) – увод към „November Grass“ (автор: Джуди Ван Дер Веер)
- Rhythmic Pattern in the Lord of the Rings (2001), в антология „Meditations on Middle-Earth“, за „Властелинът на пръстените“
- Foreword (2002) – увод към „The Birthday of the World“
- The Wilderness Within: The Sleeping Beauty and „The Poacher“ and a PS about Sylvia Townsend Warner (2002), в антология „Mirror, Mirror on the Wall: Women Writers Explore Their Favorite Fairy Tales“ (второ изд.)
- Introduction (2003), в „The First Men in the Moon“ (автор: Хърбърт Уелс)
- Introduction to „April in Paris“ (2003), в антология „Magical Beginnings“
- About Virginia Kidd (2003), в сп. Locuc (бр. 506, март) – за Виржиния Кид
- Author's Note (2003) – бел. на авт. в „Changing Planes“
- „A War Without End“ (2004), в сборника „The Wave in the Mind: Talks and Essays on the Writer, the Reader, and the Imagination“
- About Feet (2004), пак там
- Dogs, Cats, and Dancers: Thoughts About Beauty (2004), пак там
- On Genetic Determinism (2004), пак там
- A Matter of Trust (2004), пак там
- Award and Gender (2004), пак там
- Being Taken for Granite (2004), пак там
- Collectors, Rhymesters, and Drummers (2004), пак там
- My Libraries (2004), пак там
- Off the Page: Loud Cows: A Talk and a Poem About Reading Aloud (2004), пак там
- Old Body Not Writing (2004), пак там
- On the Frontier (2004), пак там, преработка на „Which Side Am I On, Anyway?“ (1996) в сп. Frontiers
- Stress-Rhythm in Poetry and Prose (2004), пак там
- Telling Is Listening (2004), пак там
- The Operating Instructions (2004), пак там
- The Question I Get Asked Most Often (2004), пак там
- The Writer and the Character (2004), пак там
- Unquestioned Assumptions (2004), пак там
- Some Assumptions about Fantasy, speech at Book Expo America, Chicago, реч, 4 юни 2004
- Introduction: Wells's Worlds (2004) – увод към „Selected Stories of H. G. Wells“ (автор: Хърбърт Уелс)
- A Whitewashed Earthsea: How The Sci Fi Channel Wrecked My Books (2004), онлайн в сп. Slate
- Why Kids Want Fantasy, or, Be Careful What You Eat (2004) или Questward Ho!, в сборника „Cheek by Jowl: Talks & essays on how & why fantasy matters“ (2009)
- A Response, by Ansible, from Tau Ceti (2005), в „The New Utopian Politics of Ursula K. Le Guin's The Dispossessed“
- A Message About Messages (2005), в сборника „Cheek by Jowl: Talks & essays on how & why fantasy matters“ (2009)
- Genre: A Word Only the French Could Love (2005), в антология „The James Tiptree Award Anthology 1“
- Frankenstein's Earthsea (2005), в сп. Locus (бр. 528, януари)
- Re-reading Peter Rabbit или Imaginary Friends (2006), в сборника „Cheek by Jowl: Talks & essays on how & why fantasy matters“ (2009)
- Introduction (2006) – увод към „Hav“ (автор: Ян Морис)
- Teaching the Art (2006), в антология „Nebula Awards Showcase“
- Thoughts on YA (2006), в сп. Locus (бр. 544, май)
- Maxine Cushing Gray Award acceptance speech, Washington State Book Awards, Seattle, реч, 18 октомври 2006 г.
- The Critics, the Monsters, and the Fantasists (2007), в антология „The Secret History of Fantasy“
- Letter (2007) – писмо, в сп. Ansible (бр. 236)
- Letter (2008) – писмо, в сп. Foundation (бр. 104)
- „Staying Awake While We Read“ (2008), в сп. Harper's (февруари)
- Afterword (2008) – послепис към романа „Lavinia“
- The Languages of Pao: Introduction (2008), в „The Jack Vance Reader“ (автор: Джак Ванс)
- A very long Way (2009) – памфлет
- Freedom from Religion Foundation: Emperor Has No Clothes Award Acceptance Speech, реч, 8 ноември 2009
- The Young Adult in the YA (2009), пак там
- Cheek by Jowl: Animals in Children’s Literature (2009), пак там
- Letter (2010) – писмо, във фен сп. Locus (бр. 593)
- Art, Information, Theft, and Confusion (2010), на сайта на Book View Cafe
- Foreword (2010) – увод към „The Collected Novels of José Saramago“ (автор: Хосе Сарамаго)
- A Note at the Beginning (2010), в сборника „No Time to Spare: Thinking About What Matters“ (2017)
- In Your Spare Time (2010), пак там
- Someone Named Delores (2010), пак там
- A Band of Brothers, a Stream of Sisters (2010), пак там
- Exorcists (2010), пак там
- The Lynx (2010), пак там
- The Sissy Strikes Back (2010), пак там
- The Horsies Upstairs (2011), пак там
- The Tree (2011), пак там
- Uniforms (2011), пак там
- Would You Please Fucking Stop? (2011), пак там
- First Contact (2011), пак там
- Without Egg (2011), пак там
- Doesn't Have to Be the Way It Is (2011), пак там
- Clinging Desperately to a Metaphor (2011), пак там
- TGAN and TGOW (2011), пак там
- Notre-Dame de la Faim (2011), пак там
- Readers' Questions (2011), пак там
- As the Twig Is Bent (2010), в сп. The New York Review of Science Fiction (май)
- Introduction: Three Approaches to a Ticking Package (2011), в „In the Time of War and Other Stories of Conflict“ (автор: Карол Емшуиър)
- „The Conversation of the Modest“ (2011), в „The Wild Girls Plus „Staying Awake While We Read“ and „A Lovely Art“ Outspoken Interview“
- Perfectly Herself: A Discussion of the Work of Carol Emshwiller (2011) – с Хелън Мерик, Пат Мърфи и Гари К. Уолф, в сп. Strange Horizons (30 май), за Карол Емшуиър
- About Angélica Gorodischer (2011), в антология „World Fantasy Convention 2011: Sailing the Seas of Fantasy“ – за Анджелика Городишер
- Foreword (2012) – увод към „Roadside Picnic“ (автори: Аркадий и Борис Стругацки)
- Introduction (2012) – увод към „A Tale of Time City“ (автор: Даяна Уейн Джоунс)
- The Golden Age (2012), в сп. New Yorker (4 и 11 юни)
- Introduction (2012) – увод към сборника „Outer Space, Inner Lands“
- Introduction (2012) – увод към сборника „Where on Earth“
- Choosing a Cat (2012), в сборника „No Time to Spare: Thinking About What Matters“
- Chosen by a Cat (2012), пак там
- Having My Cake (2012), пак там
- The Narrative Gift as a Moral Conundrum (2012), пак там
- A Modest Proposal: Vegempathy (2012), пак там
- Lying It All Away (2012), пак там
- Ursula K. Le Guin on Kij Johnson (2013), в антология „Telling Tales: The Clarion West 30th Anniversary Anthology“
- A Much-Needed Literary Award (2013), в сборника „No Time to Spare: Thinking About What Matters“ (2017)
- The Trouble (2013), пак там
- Rehearsal (2013), пак там
- The Diminshed Thing (2013), пак там
- Notes from a Week at a Ranch in the Oregon High Desert (2013), пак там
- TGAN Again (2013), пак там
- Translator's Introduction: The Road to Pi (2013), пак там
- Papa H (2013), пак там
- Kids' Letters (2013), пак там
- Belief in Belief (2014), пак там
- The Circling Stars, the Sea Surrounding: Philip Glass and John Luther Adams (2014), пак там
- Pard and the Time Machine (2014), пак там
- About Anger (2014), пак там
- Catching Up, Ha Ha (2014), пак там
- The Inner Child and the Nude Politician (2014), пак там
- Introduction (2014) – увод към „Crazy Weather“ (автор: Чарлз Макникълс)
- NBF Distinguished Contribution to American Letters, реч, декември 2014 г. Архив на оригинала от 2019-06-04 в Wayback Machine.
- Speech in acceptance of the National Book Foundation medal (2014) – реч
- Foreword (2014) – увод към „The Next Revolution: Popular Assemblies and the Promise of Direct Democracy“, за Мъри Букчин
- Letters between Ursula K. Le Guin and Alice Sheldon/James Tiptree Jr., 1976 – 1977, в сборника „Letters to Tiptree“ (2015)
- Introduction (2015) – увод към „The Man in the High Castle“ (автор: Филип К. Дик)
- Utopiyin, Utopiyang (2015), в сборника „No Time to Spare: Thinking About What Matters“
- An Unfinished Education (2015), пак там
- An Unfinished Education, Continued (2016), пак там
- Foreword (2016) – увод към сборника „Words Are My Matter: Writings About Life and Books, 2000 – 2016“
- „Things Not Actually Present“: On Fantasy, with a Tribute to Jorge Luis Borges (2016), пак там, за Хорхе Луис Борхес
- Arkady and Boris Strugatsky: Roadside Picnic (2016), пак там, за Аркадий и Борис Стругацки
- Carol Emshwiller: Ledoyt (2016), пак там, за Карол Емшуиър
- Disappearing Grandmothers (2016), пак там
- Examples of Dignity: Thoughts on the Work of Jose Saramago (2016), пак там, за Хосе Сарамаго
- Freedom (2016), пак там
- Genre: A Word Only a Frenchman Could Love (2005), реч на конференция на Public Library Association, в сборника „Words Are My Matter: Writings About Life and Books, 2000 – 2016“ (2016)
- Great Nature's Second Course (2016), пак там
- George MacDonald: The Princess and the Goblin (2016), пак там, за Джордж Макдоналд
- How to Read a Poem: „Gray Goose and Gander“ (2016), пак там
- Huxley's Bad Trip (2016), пак там
- Inventing Languages (2016), пак там
- Jack Vance: The Languages of Pao (2016), пак там, за Джак Ванс
- Stanislaw Lem: Solaris (2016), пак там, за Станислав Лем
- Philip K. Dick: The Man in the High Castle (2016), пак там, за Филип К. Дик
- Sylvia Townsend Warner: Dorset Stories (2016), пак там, за Силвия Таунсенд Уорнър
- H. G. Wells: The First Man in the Moon (2016), пак там, за Хърбърт Уелс
- H. G. Wells: The Time Machine (2016), пак там, за Хърбърт Уелс
- On Pasternak's Doctor Zhivago (2016), пак там, за Борис Пастернак
- A Very Good American Novel: H. L. Davis's Honey in the Horn (2016), пак там, за Х. Л. Дейвис
- Getting It Right: Charles L. McNichols's Crazy Weather (2016), пак там, за Чарлз Л. Макникълс
- On David Hensel's Submission to the Royal Academy of Art (2016), пак там, за Дейвид Хенсъл
- Le Guin's Hypothesis (2016), пак там
- Learning to Write Science Fiction from Virginia Woolf (2016), пак там
- Living in a Work of Art (2016), пак там
- Making Up Stories (2016), пак там
- On Serious Literature (2016), пак там
- Staying Awake (2016), пак там
- Teasing Myself Out of Thought (2016), пак там
- The Beast in the Book (2016), пак там
- The Death of the Book (2016), написана 2012 г., пак там
- The Hope of Rabbits: A Journal of a Writer's Week (2016), пак там
- The Wild Winds of Possibility: Vonda McIntyre's Dreamsnake (2016), пак там – за Вонда Макинтайър
- Wells's Worlds (2016), пак там
- What It Was Like (2016), пак там
- What Women Know (2016), пак там
- Essays (2016), в „Utopia“ (автор: Томас Мор)
- Preface (2016) – увод към „Poems from the Book of Hours“ (автор: Райнер Мария Рилке)
- Aussiecon 1974 Guest of Honor Speech: video at YouTube, from Fanac History Project, 10 май 2017
- On Fiction (2018) – с Дейвид Неймън, в „Ursula K. Le Guin: Conversations on Writing“
- On Nonfiction (2018), пак там
- On Poetry (2018), пак там
- Introduction (2018) – увод към романа „Ring of Swords“ (автор: Елеанор Арнасън)
- Introduction (2018) – увод към романа „We“ (автор: Евгений Замятин)

### Рецензии
Част от тези рецензии са публикувани онлайн в британския вестник „Гардиън“ и в сборника „Words Are My Matter“ (2016)
- Red Shift by Alan Garner (1974), в сп. Foundation (бр. 6, май), за Алън Гарнър
- The Cyberiad by Stanislaw Lem (1976), в сп. Vector (бр. 73/74), за Станислав Лем
- The Futurological Congress by Stanislaw Lem (1976), пак там, за Станислав Лем
- Mrs. Frisby and the Rats of NIMH by Robert C. O'Brien (1976), в сп. Foundation (бр. 10, юни), за Робърт О'Брайън
- Z for Zachariah by Robert C. O'Brien (1976), пак там, за Робърт О'Брайън
- The Dark Tower by C. S. Lewis (1977), в сборника Dancing at the Edge of the World: Thoughts on Words, Women, Places (1989), за К. С. Луис
- Shikasta by Doris Lessing (1979), пак там, за Дорис Лесинг
- Freddy's Book by John Gardner (1980), пак там, за Джон Гарднър
- Italian Folktales by Italo Calvino (1980), пак там, за Итало Калвино
- Kalila and Dimna by Ramsay Wood (1980), пак там, за Рамзи Ууд
- The Book of the Dun Cow by Walter Wangerin, Jr. (1980), пак там, за Уолтър Уонгърин младши
- The Marriages Between Zones Three, Four, and Five by Doris Lessing (1980), пак там, за Дорис Лесинг
- Unfinished Businessby Maggie Scarf (1980), пак там, за Меги Скарф
- Vlemk the Box-Painter by John Gardner (1980), пак там, за Джон Гарднър
- Peake's Progress by Mervyn Peake (1981), пак там, за Мервин Пик
- The Sentimental Agents by Doris Lessing (1983), пак там, за Дорис Лесинг
- Difficult Loves by Italo Calvino (1984), пак там, за Итало Калвино
- Golden Days by Carolyn See (1986), пак там, за Каролин Сий
- Outside the Gatesby Molly Gloss (1986), пак там, за Моли Глос
- Review of the nonfiction work „Silent Partners“ by Eugene Linden (1989), пак там, за Южин Линден
- Review of the nonfiction work „The Mythology of North America“ by John Bierhorst (1989), пак там, за Джон Бирхост
- The Ascent of Wonder: The Evolution of Hard SF by David G. Hartwell and Kathryn Crame (1994), в сп. Foundation (бр. 62, зима), за Дейвид Хартуел и Катрин Креймър
- Ledoyt, A Novel by Carol Emshwiller (2001), в сп. Strange Horizons (30 април 2001 г.), за Карол Емшуилър
- S.T. Joshi ed., Lord Dunsany: In the Land of Time and Other Fantasy Tales (2004), във в. LA Times Book Review, за Лорд Дансени
- Anti-gravity solar system (Dava Sobel, The Planets), във в. LA Times, 5 октомври 2005  – за Дейва Собел
- You say arbutus, I say kisspop (Anna Pavord, The Naming of Names: The Search for Order in the World of Plants), във в. The Guardian, 26 ноември 2005  – за Ана Паворд
- The plague of blank ballots (José Saramago, Seeing), във в. The Gardian, 15 април 2006  – за Хосе Сарамаго
- Magical history tour: Jan Morris, Hav (2006), пак там, 3 юни 2006  – за Ян Морис
- Mermaid on dry land (Margaret Drabble, The Sea Lady) (2006), пак там, 22 юли 2006  – за Маргарет Драбъл
- Revolution in the aisles (J.G. Ballard, Kingdom Come) (2006), пак там, 9 септември 2006  – за Дж. Г. Балард
- Eleven-piece suite (Margaret Atwood, Moral Disorder) (2006), пак там, 23 септември 2006  – за Маргарет Атууд
- The Ladies of Grace Adieu and Other Stories by Susanna Clarke, във в. LA Times, октомври 2006  – за Сузана Кларк
- Sorry of my English (Xiaolu Guo, A Concise Chinese-English Dictionary for Lovers), във в. The Guardian, 27 януари 2007  – за Ксиалу Гуо
- Saved by a Squirt (Doris Lessing: The Cleft) (2007), пак там, 10 февруари 2007  – за Дорис Лесинг
- At war with you (A.L. Kennedy, Day), пак там, 7 април 2007  – за А. Л. Кенеди
- The Baby-Snatchers (Donna Leon, Suffer the Little Children) (2007), пак там, 12 май 2007  – за Дона Леон
- The soldier’s grave (Penelope Lively, Consequences), пак там, 16 юни 2007  – за Пенелопи Лайвли
- Lost in Mindspace (Scarlett Thomas, The End of Mr Y.), пак там, 21 юли 2007  – за Скарлет Томас
- Head Cases (Jeanette Winterson, The Stone Gods) (2007), пак там, 22 септември 2007  – за Джанет Уинтърсън
- Before the dream (Lian Hearn, Heaven’s Net Is Wide), пак там, 27 октомври 2007  – за Лиан Хърн
- Sigmund and the blind seer (Ali Smith, Girl Meets Boy), във в. Guardian Unlimited, 8 декември 2007  – Али Смит
- Sigmund and the blind seer (Salley Vickers, Where Three Roads Meet), пак там, 8 декември 2007  – за Сали Викърс
- The shelf-life of shadows (Geraldine Brooks, People of the Book) (2008), във в. The Guardian, 19 януари 2008  – за Джералдин Брукс
- Pinning the tail on the fox (Victor Pelevin, The Sacred Book of the Werewolf), пак там, 16 февруари 2008  – за Виктор Пелевин
- Keep off the grass (Jiang Rong, Wolf Totem), пак там, 22 март 2008  – за Джианг Ронг
- The real uses of enchantment (Salman Rushdie, The Enchantress of Florence) (2014), във в. Guardian Unlimited, 29 март 2008  – за Салман Рушди
- One man and his dog (Michelle de Kretser, The Lost Dog), във в. The Guardian, 18 юни 2008  – за Мишел де Кретсър
- The story of Us and Them (John Berger, A to X), пак там, 16 август 2008  – за Джон Берджър
- Digging for victory (Barry Unsworth, Land of Marvels), пак там, 17 януари 2009  – за Бари Ънсуърт
- Spaceship of fools (Toby Litt, Journey into Space), пак там, 28 февруари 2009  – за Тоби Лит
- A passage to Canada (Manju Kapur, The Immigrant), пак там, 18 април 2009  – за Манджу Капур – за Манджу Капур
- Enchanted Hunters by Maria Tatar, във в. LA Times, 14 юни 2009  – за Мария Татар
- Into the cosmos with Qfwfq (Italo Calvino, The Complete Cosmicomics) (2009), във в. The Guardian, 15 юни 2009  – за Итало Калвино
- The Year of the Flood by Margaret Atwood (2009), пак там, 29 август 2009  – за Маргарет Атдууд
- A Book of Silence by Sara Maitland, Literary Review, пак там, 16 септември 2009 – за Сара Майтланд
- True Deceiver by Tove Jansson (2009), пак там, 12 декември 2009  – за Туве Янсон
- Stefan Zweig, The Post Office Girl (2009), в сп. Literary Review 2009  – за Стефан Цвайг
- The Convent by Panos Karnezis, във в. The Guardian,16 януари 2010  – за Панос Карнезис
- Parrot and Olivier in America by Peter Carey, пак там, 30 януари 2010  – за Питър Кери
- The Birth of Love by Joanna Kavenna, пак там, 5 юни 2010  – за Джоана Кавена
- Ghost Light by Joseph O’Connor, пак там, 22 юли 2010  – за Джоузеф О'Конър
- The Elephant’s Journey by Jose Saramago, пак там, 19 август 2010  – за Хосе Сарамаго
- Monsieur Pain by Roberto Bolaño (2011), пак там, 29 януари 2011  – за Роберто Боланьо
- The Piano Cemetery by José Luis Peixoto, пак там, 18 февруари 2011  – за Хосе Луис Пейксото
- When the Killing’s Done by T.C. Boyle (2011), пак там, 22 април 2011  – за Том Корагесан Бойл
- Embassytown by China Miéville – review (2011), пак там, 8 май 2011  – за Чайна Миевил
- The Wild Winds of Possibility: Vonda McIntyre's Dreamsnake, в ел. сп. The Cascadia Subduction Zone (Vol. 1, No. 2), 6 юни 2011  – за Вонда Н. Макинтайър
- The Islanders by Christopher Priest – review, във в. The Guardian, 3 октомври 2011  – за Кристофър Прийст
- The Buddha in the Attic by Julie Otsuka (2012), пак там, 28 януари 2012  – за Джули Оцука
- The Cove by Ron Rash – review, пак там, 16 март 2012  – за Рон Раш
- The Forrests by Emily Perkins – review, пак там, 1 юни 2012  – за Емили Пъркинс
- Boneland by Alan Garner – review (2012), пак там, 29 август 2012  – за Алън Гарнър
- Three Novels (Dorothy Canfield, The Deepening Stream. Ivan Doig, English Creek. Barbara Kingsolver, Flight Behavior) (2012), в Literary Review и в блога на изд. Aqueduct Press, 12 декември 2012
- Raised from the Ground by José Saramago – review (2012), пак там, 26 декември 2012  – за Хосе Сарамаго
- Among Others by Jo Walton (2013), пак там, 30 март 2013  – за Джо Уолтън
- The Crane Wife by Patrick Ness – review, пак там, 20 април 2013  – за Патрик Нес
- On Such a Full Sea by Chang-rae Lee – review (2014), пак там, 30 януари 2014  – за Чанг-райе Лий
- Benediction review – a stunningly original writer (Kent Haruf) (2014), в Literary Review и във в. The Guardian, 5 март 2014  – за Кент Харуф
- Skylight by José Saramago – love, life and loss in Lisbon (2014), във в. The Guardian, 23 юли 2014  – за Хосе Сарамаго
- The Bone Clocks by David Mitchell – dazzle of narrative fireworks (2014), пак там, 2 септември 2014  – за Дейвид Мичъл
- Stone Mattress: Nine Tales by Margaret Atwood (2014), във в. Financial Times, 12 септември 2014  – за Маргарет Атууд
- Our Souls at Night by Kent Haruf review – happiness at the end of life (2015), във в. The Guardian, 21 юни 2015  – за Кент Харуф
- Three Moments of an Explosion by China Miéville (2015), пак там, 29 юли 2015  – за Чайна Миевил
- Two Years, Eight Months and Twenty-Eight Nights by Salman Rushdie – a modern Arabian Nights (2015), пак там, 6 септември 2015  – за Салман Рушди
- The High Mountains of Portugal by Yann Martel review – a surreal offering from the Life of Pi author (2016), пак там, 27 януари 2016  – за Ян Мартел
- Eligible by Curtis Sittenfeld – a modern retelling of Pride and Prejudice (2016), пак там, 21 април 2016  – за Къртис Ситенфелд
- Night of Fire by Colin Thubron review – life is a burning house (2016), пак там, 11 август 2016  – за Колин Таброн
- Norse Mythology by Neil Gaiman review – nice dramatic narratives, but where's the nihilism? (2017), пак там, 30 март 2017  – за Нийл Геймън
- The Burning Girl by Claire Messud review – innocence and loss (2017), пак там, 9 септември 2017  – за Клер Месуд
- You Should Come With Me Now, by M John Harrison review – stories for the uncommon reader (2017), пак там, 28 ноември 2017  – за М. Джон Харисън

## Книги за Урсула Ле Гуин и нейното творчество

### На английски език
- Attebery, Brian. The fantasy tradition in American literature: From Irving to Le Guin (1980)
- Bernardo, Susan M. and Graham J. Murphy. Ursula K. Le Guin: A Critical Companion (2006)
- Buttner, James W. Approaches To The Fiction Of Ursula K. Le Guin (1989)
- Bloom, Harold (ed.). Ursula K. Le Guin (1985)
- Bucknall, Barbara J. Ursula K. Le Guin (1981)
- Burna, Tony. Political Theory, Science Fiction, and Utopian Literature: Ursula K. Le Guin and the Dispossessed (2008)
- Cadden, Mike. Ursula K. Le Guin Beyond Genre: Fiction for Children and Adults (2004)
- Call, Lewis. Postmodern Anarchism in the Novels of Ursula K. Le Guin (2007)
- Cummins, Elizabeth and Matthew J. Bruccoli (eds.). Understanding Ursula K. Le Guin (1990)
- Davis, Laurence and Peter R. Stillman. New Utopian Politics of Ursula K. Le Guin's the Dispossessed (2005)
- Erlich, Richard D. Coyote's Song: The Teaching Stories of Ursula K. Le Guin (2009)
- Fowler, Karen Joy and Debbie Notkin. 80! Memories & Reflections on Ursula K. Le Guin (2018)
- Greenberg, Martin H. Ursula K. Le Guin (1979)
- Haber, Karen. Meditations on Middle Earth: New Writing on the Worlds of J. R. R. Tolkien by Orson Scott Card, Ursula K. Le Guin, Raymond E. Feist, Terry Pratchett, Charles de Lint, George R. R. Martin, and more (2001)
- Keller, Tom. Visible and Hidden Walls in Ursula K. Le Guin's Utopian Novel the Dispossessed (2016)
- Kelso, Sylvia (ed.) et al. Ursula K. Le Guin (2008)
- Lee, Whitney and Neal Akatsuka (eds). GradeSaver (TM) ClassicNotes: Ursula Le Guin Short Stories (2015)
- Lindow, Sandra J. Dancing the Tao: Le Guin and Moral Development (2012)
- McGee, Alexandra. C.S. Lewis and Ursula K. Le Guin: The difference between Christian and Buddhist Science Fiction (2012)
- Olander, Joseph D. and Martin Harry Greenberg (eds.). Ursula K. Le Guin (Writers of the 21st Century) (1979)
- Oziewicz, Marek C. One Earth, One People: The Mythopoeic Fantasy Series of Ursula K. Le Guin, Lloyd Alexander, Madeleine L'Engle, Orson Scott Card (2008)
- Primm, E. Russell. Favorite Children's Authors and Illustrators, Volume 4: Ursula K. Le Guin to Helen Oxenbury (2002)
- Reid, Suzanne Elizabeth. Presenting Ursula Le Guin (1995)
- Rochelle, Warren. Communities of the Heart: The Rhetoric of Myth in the Fiction of Ursula K. Le Guin (2001)
- Sloan, Stuart. Women Writers of Science Fiction, Speculative Fiction and Fantasy: Jk Rowling, Suzanne Collins, Ursula K. Le Guin and More (2011)
- Spivack, Charlotte. Ursula K. Le Guin (1984)
- Tschachler, Heinz. Ursula K. Le Guin (2001)
- Yanıkoğlu, Seda Pekşen. Bisexual Minds: A Study of the Novels of Angela Carter, Virginia Woolf, Marge Piercy and Ursula Le Guin from the Perspective of Écriture Féminine (2009)
- Боев, Христо. "What if Yin and Yang were One? Feminism Seen through the Prism of Bisexuality in „The Left Hand of Darkness“ by Ursula LeGuin", в ел. сп. LiterNet, 16 юли 2011, № 7 (140)

### На други езици
- Cuervo, Alejo. Gigamesh 44: Especial Ursula K. Le Guin (2007) ((es))
- Girard, Olivier (ed.). Bifrost n° 78: Spécial Ursula K. Le Guin (2015) ((fr))
- Jurado, Crtisina et al. (eds.). SuperSonic #11 Especial Ursula K. Le Guin (2018) ((es))

### На български език
- Златкова, Гергана. Мотиви от древните митове в „Землемория“, „Дарби“ и „Гласове“ на Урсула К. Ле Гуин, в сборника „Филологическият проект – кризи и перспективи“, изд. „Фабер“ (2016), ISBN 978-619-00-0463-9
- Златкова, Гергана. „Темата за вечния живот, литературата и изкуството в „Към фара“ на В. Улф и „Землемория“ на У. К. Ле Гуин“, в ел. сп. LiterNet, 9 март 2019, № 3 (232)

## Филми за Урсула Ле Гуин и нейното творчество
- Worlds of Ursula K. Le Guin (2019) – американски документален филм